# Benbræk (slægt)
Benbræk (Narthecium) er en slægt med tre arter, som er udbredt Europa, Østasien og Nordamerika. Det er stauder med grundstillede og sværdformede blade. Blomsterne bæres i en endestillet stand, bestående af regelmæssige 6-tallige blomster. Frugterne er kapsler med mange frø.
| Beskrevne arter |

- Benbræk (Narthecium ossifragum)

| Øvrige arter |

- Narthecium americanum
- Narthecium asiaticum